# Gaby
Gaby ist ein meist weiblicher, seltener auch männlicher Vorname.

## Herkunft und Bedeutung
Gaby ist eine Kurzform der Vornamen Gabriele oder Gabriel.

## Namensträgerinnen
- Gaby Ahrens (* 1981), namibische Sportschützin im Trap
- Gaby Albrecht (* 1956), deutsche Sängerin volkstümlicher Musik
- Gaby Baginsky (* 1954), deutsche Schlagersängerin
- Gaby Berger (* 1952), deutsche Schlagersängerin
- Gaby Bußmann (* 1959), deutsche Leichtathletin
- Gaby Deslys (1881–1920), französische Revue-Tänzerin, Sängerin und Schauspielerin
- Gaby Dietzen (* 1951), deutsche Journalistin und Fernsehmoderatorin
- Gaby Dlugi-Winterberg (1948–2014), deutsche Fußballspielerin
- Gaby Dohm (* 1943), deutsch-österreichische Schauspielerin
- Gaby Fischer, deutsche Schauspielerin
- Gaby Fuchs (* 1950), österreichische Schauspielerin
- Gaby Gasser (* 1944), Schweizer Schauspielerin
- Gaby Hauptmann (* 1957), deutsche Schriftstellerin
- Gaby Herbst (1945–2015), österreichische Schauspielerin
- Gaby Hoffmann (* 1982), US-amerikanische Schauspielerin
- Gaby Huber (* 1980), Schweizer Squashspielerin
- Gaby Jouval (1892–1946), schweizerische Modedesignerin und Unternehmerin französischer Herkunft
- Gaby King (* 1945), deutsche Schlagersängerin und Moderatorin
- Gaby König-Vialkowitsch (* 1971), deutsche Fußballspielerin
- Gaby Köster (* 1961), deutsche Schauspielerin und Komikerin
- Gaby Moreno (* 1981), guatemaltekische Sängerin, Songschreiberin und Gitarristin
- Gaby Morlay (1893–1964), französische Filmschauspielerin
- Gaby Nestler (* 1967), deutsche Skilangläuferin
- Gaby Papenburg (* 1960), deutsche Fernsehmoderatorin
- Gaby Reichardt (* 1938), deutsche Schauspielerin, Hörspielsprecherin, Hörfunkmoderatorin und Sängerin
- Gaby Rodgers (* 1928), deutschamerikanische Schauspielerin und Theaterregisseurin
- Gaby Rückert (* 1951), deutsche Balladensängerin
- Gaby Schäfer (* 1957), deutsche Politikerin (CDU)
- Gaby Schaunig (* 1965), österreichische Juristin und Politikerin (SPÖ)
- Gaby von Schönthan (1926–2002), österreichische Schauspielerin und Schriftstellerin
- Gaby Schuster (* 1948), deutsche Schriftstellerin
- Gaby Schuster (* 1953), deutsche Spielermanagerin
- Gaby Schwarz (* 1962), österreichische Fernseh- und Radiomoderatorin sowie Politikerin (ÖVP)
- Gaby Sommer (1959–2018), deutsche Fotografin und Fotojournalistin
- Gaby Steiger (1921–2009), Schweizer Extrembergsteigerin
- Gaby Weber (* 1954), deutsche Publizistin
- Gaby Wessely, österreichische Liedtexterin
- Gaby Willamowius (* 1966), deutsche Erziehungswissenschaftlerin und politische Beamtin
- Gaby Willemsen (* 1981), niederländische Biathletin

## Namensträger
- Gaby Canizales (* 1960), US-amerikanischer Boxer im Bantamgewicht
- Gaby Charroux (* 1942), französischer Politiker
- Gaby Minneboo (* 1945), niederländischer Radrennfahrer
- Gaby Mudingayi (* 1981), belgisch-kongolesischer Fußballspieler